# Sarajärvi (sjö i Finland, Södra Karelen)
Sarajärvi är en sjö i Finland. Den ligger i kommunerna Ruokolax och Rautjärvi i landskapet Södra Karelen, i den sydöstra delen av landet, 270 km nordost om huvudstaden Helsingfors. Sarajärvi ligger 92,9 meter över havet. I omgivningarna runt Sarajärvi växer i huvudsak blandskog. Den är 26,51 meter djup. Arean är 3,33 kvadratkilometer och strandlinjen är 30,18 kilometer lång. Sjön  ingår i Hiitolanjokis huvudavrinningsområde. 

## Öar
- Pitkäsaari, ö i Rautjärvi, 61°29′05″N 29°10′40″Ö / 61.4847°N 29.1779°Ö (1 ha)
- Pehkosaari (ö i Södra Karelen), ö i Ruokolax, 61°29′39″N 29°10′45″Ö / 61.4941°N 29.1791°Ö (1 ha)
- Rautsaari (ö i Södra Karelen), halvö i Ruokolax, 61°29′27″N 29°11′51″Ö / 61.4907°N 29.1974°Ö
- Louhapäänsaari, ö i Ruokolax, 61°30′06″N 29°10′13″Ö / 61.5017°N 29.1704°Ö (0 ha)
- Tervasaari, halvö i Ruokolax, 61°29′55″N 29°10′12″Ö / 61.4986°N 29.1699°Ö
- Pajuluoto, ö i Ruokolax, 61°30′04″N 29°10′24″Ö / 61.5012°N 29.1734°Ö (0 ha)
- Kuusisaari, ö i Ruokolax, 61°29′57″N 29°10′26″Ö / 61.4991°N 29.174°Ö (0 ha)
- Heinäluoto, ö i Ruokolax, 61°29′55″N 29°10′25″Ö / 61.4986°N 29.1736°Ö (0 ha)
- Nuotsaari, ö i Ruokolax, 61°29′51″N 29°10′26″Ö / 61.4976°N 29.1738°Ö (0 ha)
- Kirkkosaaret, ö i Ruokolax, 61°30′41″N 29°09′39″Ö / 61.5113°N 29.1608°Ö (0 ha)